# Dryas integrifolia
Dryas integrifolia là loài thực vật có hoa trong họ Hoa hồng. Loài này được Vahl mô tả khoa học đầu tiên năm 1798.

## Hình ảnh

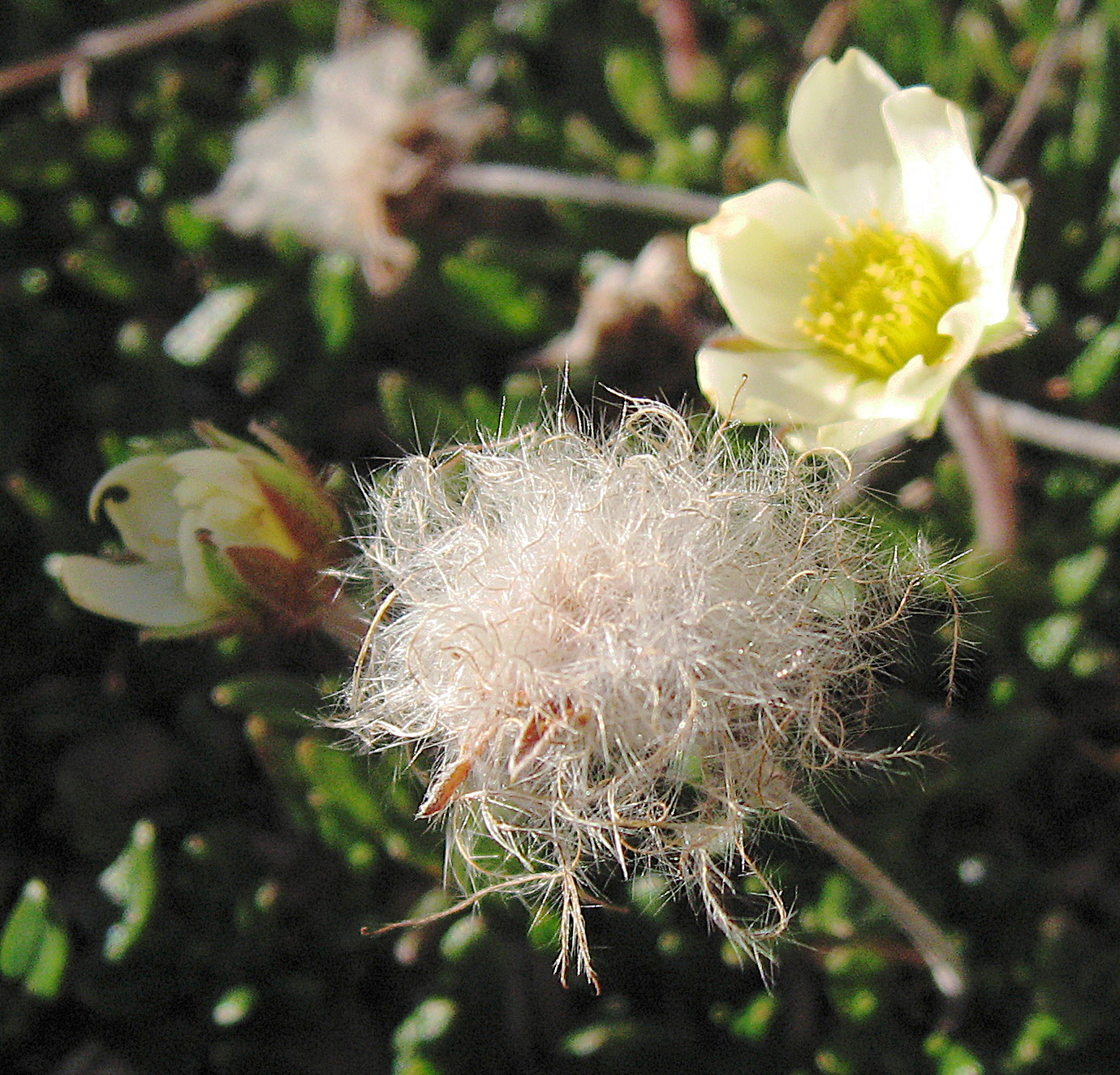
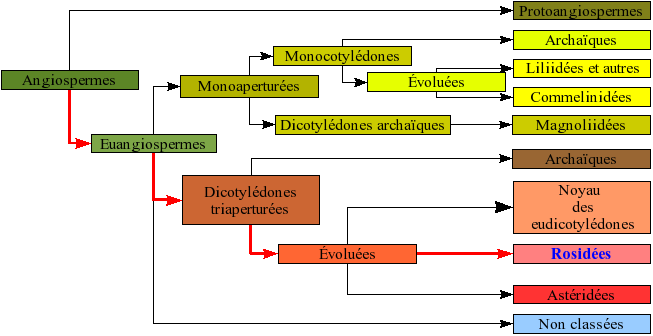
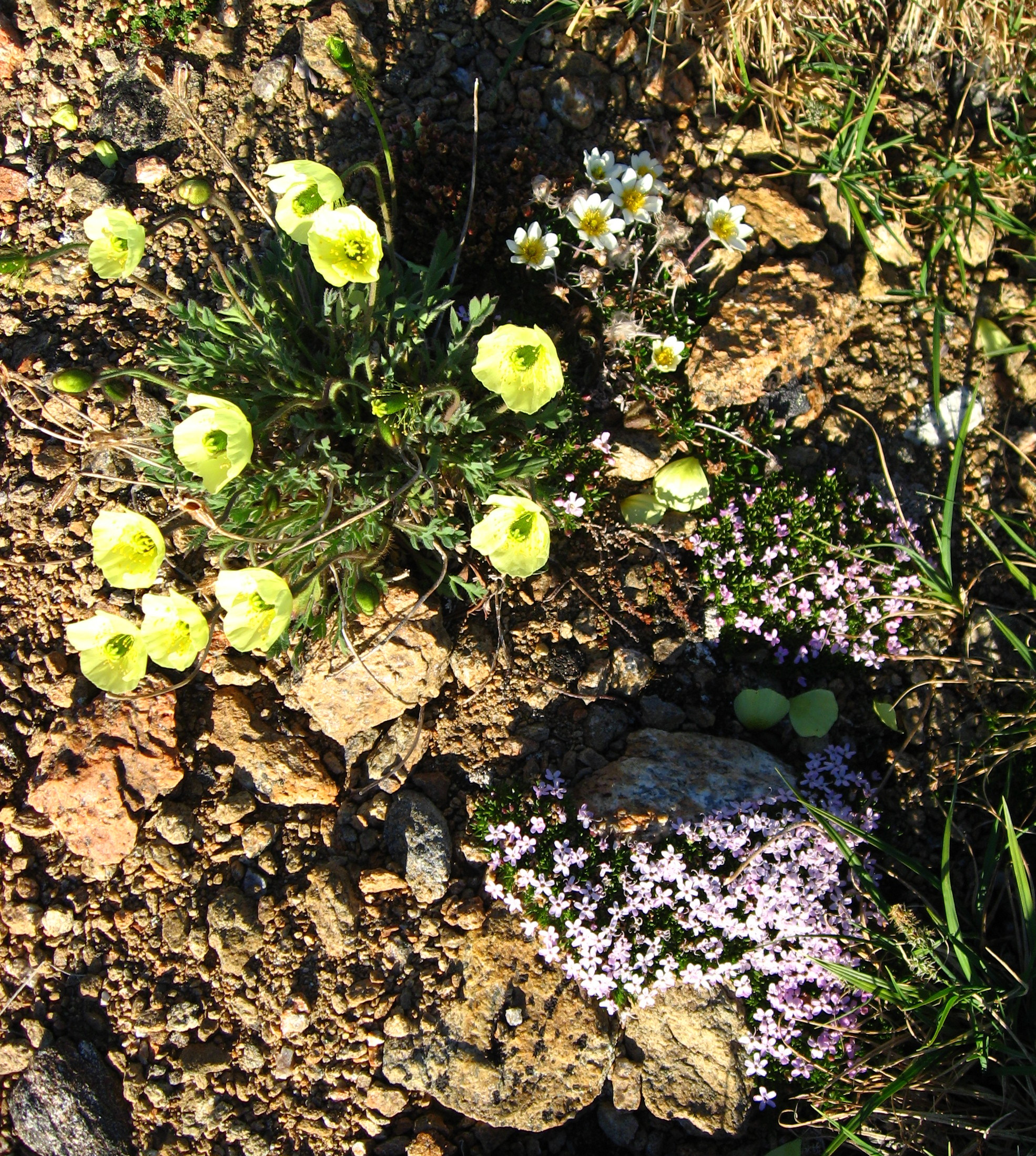
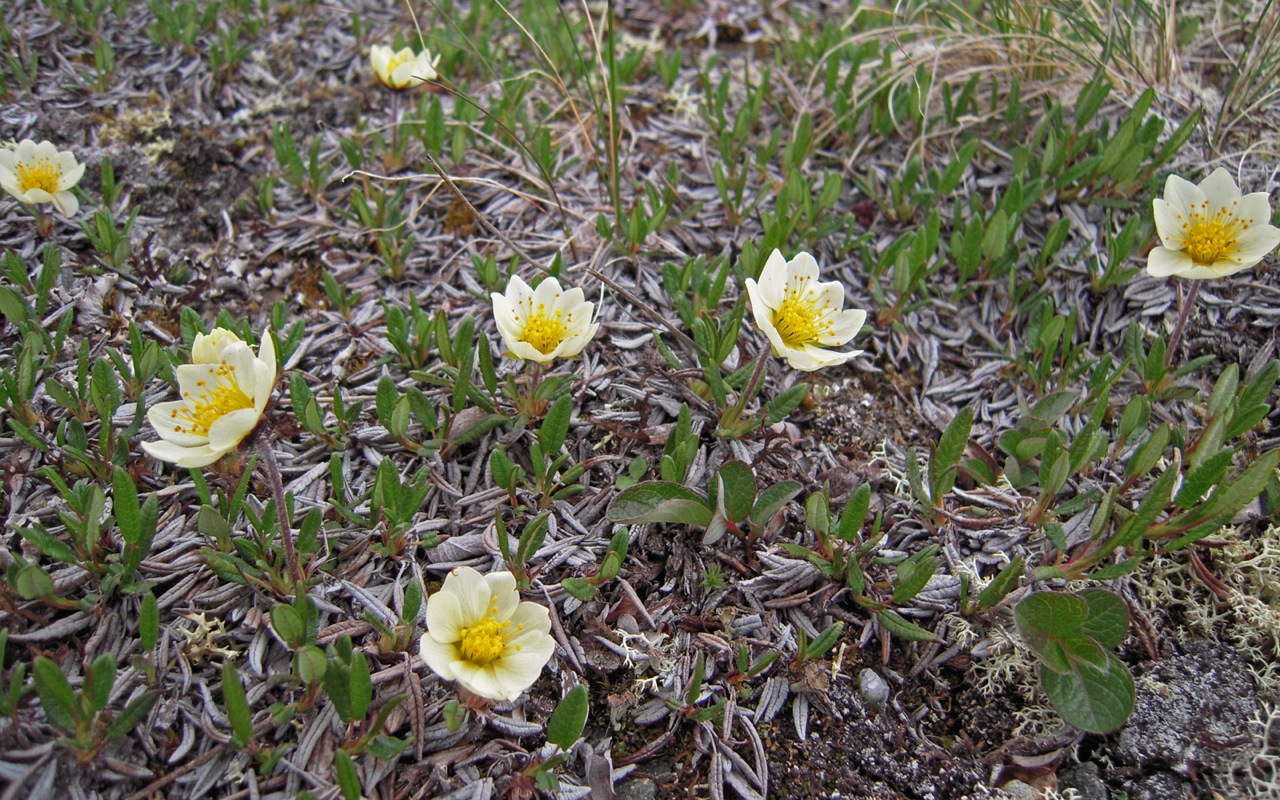